# Ademir de Oliveira Meneses
Ademir de Oliveira Meneses (Itapuranga, 5 de agosto de 1957) é um comerciante e político brasileiro.
Foi prefeito de Aparecida de Goiânia entre 1997 e 2004. Em 2006, foi eleito vice-governador de Goiás, pelo Partido da República.